# Cau de les Goges
|  | No s'ha de confondre amb Cova de les Goges. |

El Cau de les Goges és una cavitat de Sant Julià de Ramis (Gironès), declarada Bé cultural d'interès nacional i Zona arqueològica.
Allotja un jaciment arqueològic pertanyent al Solutrià superior, cronologia entorn el 18.000 BP, i ubicat geogràficament al terme municipal de Sant Julià de Ramis (el Gironès), a la ribera esquerra del riu Ter i a poca distància d'aquest. Pròxim a aquest jaciment es trobava l'anomenada Cova de les Goges, un jaciment destruït per la construcció d'una carretera, amb el qual no s'ha de confondre. La importància del jaciment recau en el fet que va ser l'indret on per primera vegada es va estudiar i documentar el Solutrià superior a Catalunya.

## Descoberta i intervencions

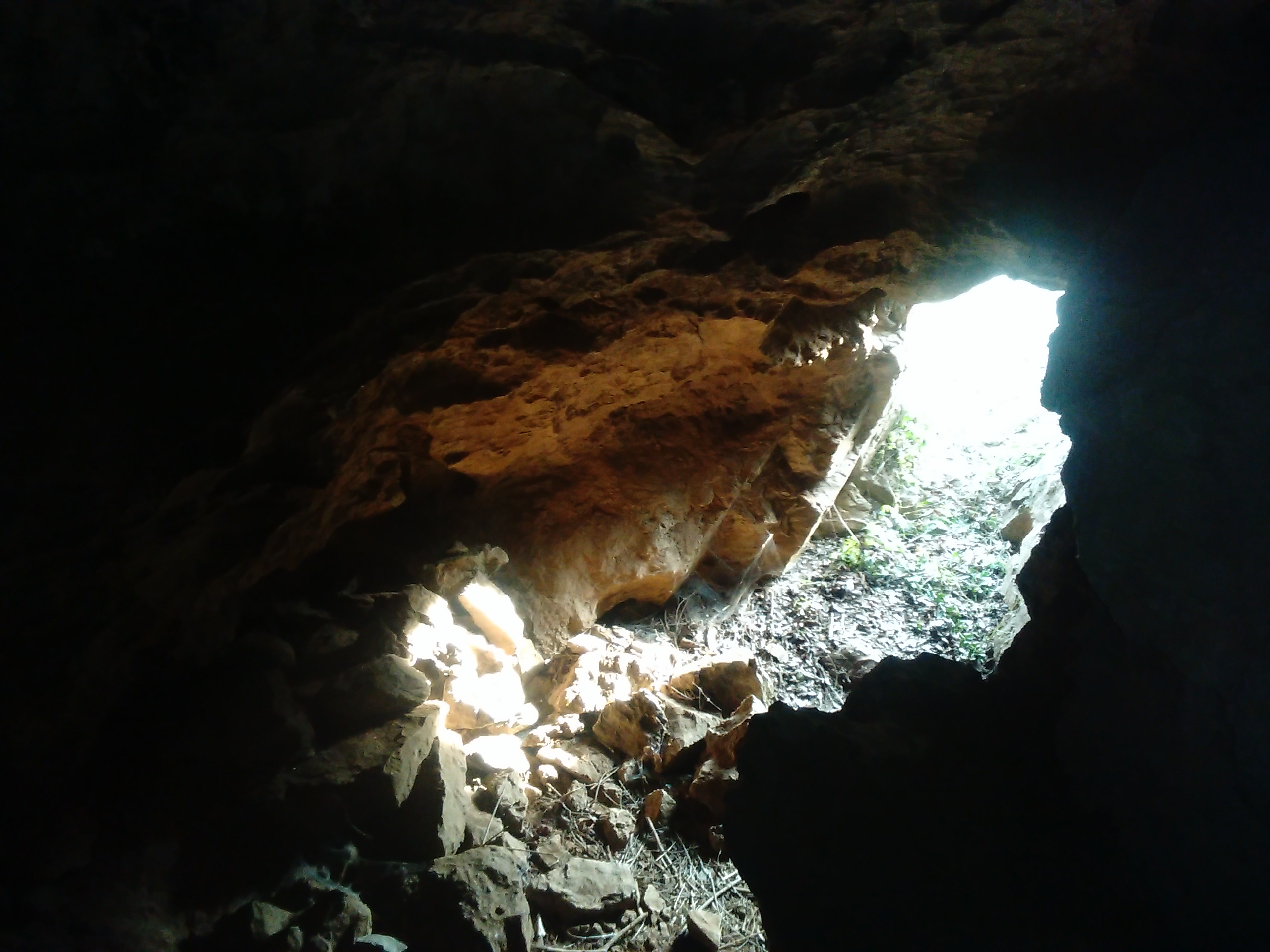
Interior del Cau de les Goges, vista de l'entrada

El jaciment fou descobert i constatat com a tal per Viñas i Carles de Palol el 1899, aquests hi trobaren unes peces lítiques en la cavitat, les quals foren estudiades per Manuel Cazurro Ruiz i les classificà com a pertanyents a la cultura material del Paleolític superior. Fou excavat per primera vegada el 1915 per Matías Pallarés i Wernert, els quals publicaren un estudi exhaustiu d'aquest i de la intervenció arqueològica que dugueren a terme a l'Anuari de l'Institut d'Estudis Catalans, 1915-1920; en aquesta memòria classificaren el jaciment com Solutrià superior en el seu nivell inferior i Solutrià local en el nivell superior.
Als anys 1933 i 1934, F. Riuró i Carles de Palol van excavar algunes zones del jaciment que van restar inexplorades i que podien subministrar material arqueològic. El material extret d'aquestes campanyes es troba dipositat al Museu d'Arqueologia de Girona.
Les últimes intervencions al Cau de les Goges daten de l'octubre de 1959 i 1962, unes petites campanyes realitzades pel Servei d'Investigacions Arqueològiques de Girona. D'aquestes campanyes es van recollir un total de 52 peces.
Durant molts anys, i fins al descobriment de nous jaciments a Serinyà, el Cau de les Goges va ser l'únic jaciment arqueològic solutrià conegut a Catalunya.

## Cronologia del jaciment, tipologia i estratigrafia
El jaciment del Cau de les Goges està constituït per una gran esquerda que forma una cavitat. Tot i que no s'hi han realitzat datacions absolutes de cap tipus, se situa cronològicament al Solutrià superior, entorn el 18.000 BP, gràcies a la ben constatada presència de puntes amb osca, peça lítica associada a aquest període i que es considera fòssil director d'aquest. Així mateix, els senyors Matías Pallarés i Wenert al dividir el jaciment en dos nivells teòrics, classificaren el superior com Solutrià local i l'inferior com a Solutrià superior.
La cavitat que conforma el Cau de les Goges, abans que tinguessin lloc els treballs arqueològics amidava 9,75 metres de llargada per 1 i 1,85 metres d'amplada.
L'estratigrafia del jaciment és la següent:
1. Estrat estèril amb una potència d'1,5 a 3 metres, format per l'acumulació de pedres i terres despreses del sostre.
2. Nivell arqueològic, el vertader jaciment. Estrat d'un negre cendrós, compost per un conjunt d'ossos consumits i de petits carbons, d'uns 20cm de potència. Es va dividir en dues capes teòriques durant la primera excavació del 1915.[3]
3. Roca mare, roca cristal·lina alterada.

La major densitat de sílex i cristall de roca era a la part il·luminada de la cova, també allà hi havia els nuclis i els percutors.

## Troballes

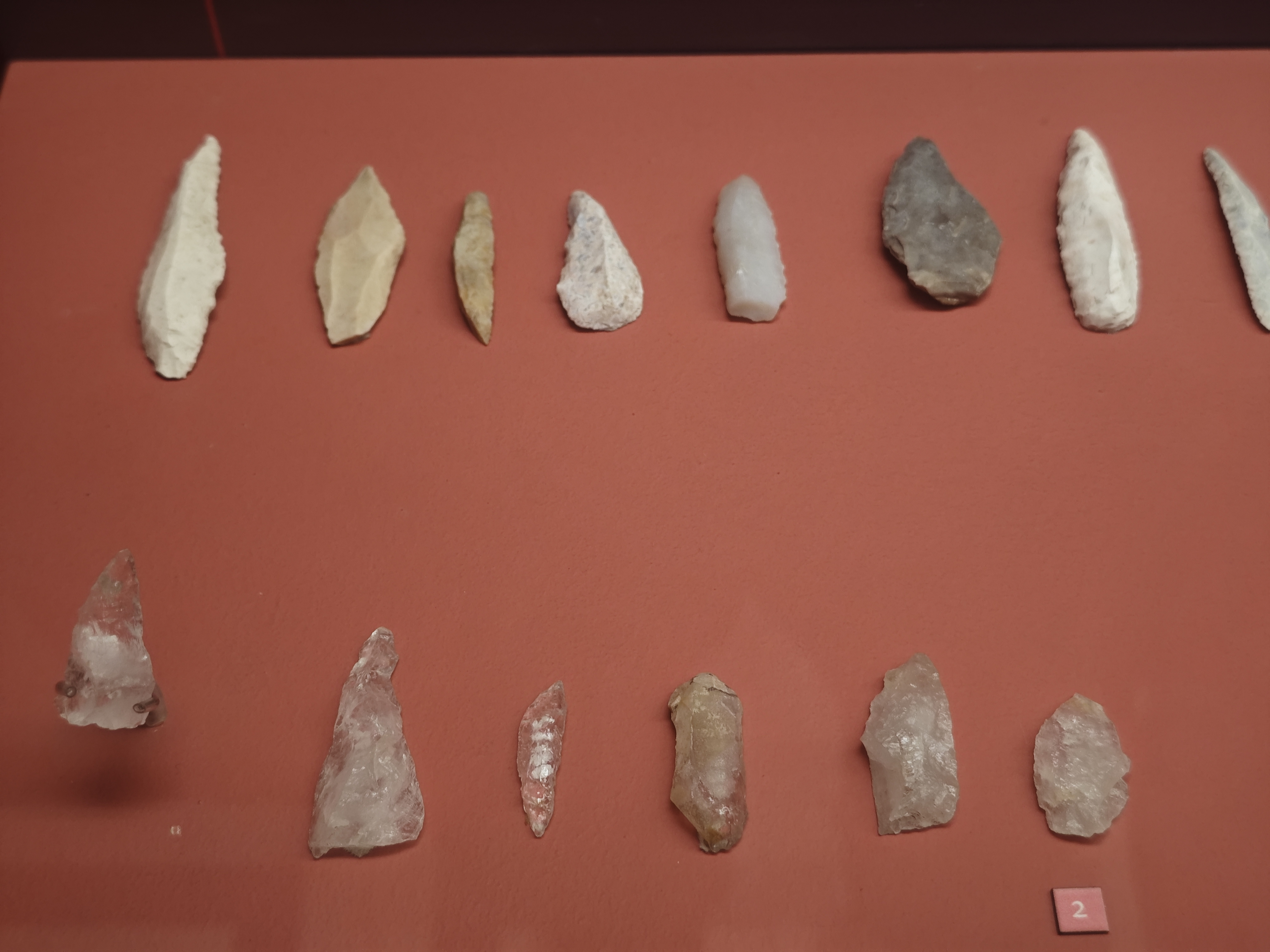
MAC-BCN 1. Puntes foliàcies de silex. 2.Puntes, ascles i gratadors de cristall de roca. Solutrià. Cau de les Gogues

El material arqueològic extret d'aquest jaciment es compon de restes de peces d'indústria lítica i de restes òssies de fauna, donat que no es va trobar cap resta òssia d'individus humans.
Pel que fa a la indústria lítica, tot el material descobert és de sílex i de cristall de roca. El material arqueològic provenia dels dos nivells teòrics en els que Riuró dividí el jaciment durant la primera excavació del 1915.
- Nivell superior: Objectes grossos, de tècnica poc uniforme, que molt rarament permet observar-hi el retoc pla característic del Solutrià.
- Nivell Inferior: Estris petits, tècnica més acurada, típicament solutriana, amb puntes de salze, de llorer i amb osca.

La punta amb osca, tan ben representada en aquest jaciment, és el fòssil director del Solutrià Superior, gràcies a la qual s'ha pogut situar cronològicament el jaciment. Indústria lítica solutriana, prehistoriadors com Cazurro (1919), Pallarès i Wermert (1915), Josep Maria Fullola (1979) i Narcís Soler (1976) analitzaren les peces i hi estan d'acord.
Les restes de fauna són escasses i es trobaven repartides pertot arreu i a tots els nivells. Fou classificada per primera vegada pel arqueozooleg Àngel Cabrera, qui identificà les següents espècies animals: Elephas primigenius (mamut), Equus cazurroi (una espècie de cavall), Cervus elaphus (cérvol), Oryctolagus cuniculus (conill), Lynx pardealus (linx) i gran varietat de mol·luscs. L'arqueozoòleg Jordi Estèvez va fer una revisió de la fauna el 1979.
Entre les restes del mamut, apareix una peça caracteritzada com a eina: una punta de vori treballada com a punxó. És la primera vegada que a Catalunya es troba el mamut associat amb les indústries humanes.

## Contextualització mediambiental
Les espècies representades corresponen al paisatge de plana al·luvial que envolta la cova. Manquen completament les espècies de muntanya (cabres i isards) que apareixen a altres jaciments rodejats de paisatges més abruptes. Els animals de prat dominen àmpliament el conjunt sobre les espècies de bosc. La presència del mamut demostra que aquest animal, molt representatiu d'un clima fred, havia pogut baixar fins a la vall mitjana del riu Ter. La cova devia ser una estació temporal de cacera d'un grup solutrià que aprofitava la bona situació del jaciment per la vigilància dels ramats, especialment de cavalls, animals en els quals s'havien especialitzat.